# Theridion tenuissimum
Theridion tenuissimum là một loài nhện trong họ Theridiidae.
Loài này thuộc chi Theridion. Theridion tenuissimum được Tord Tamerlan Teodor Thorell miêu tả năm 1898.